# ستيفانو سالفي
ستيفانو سالفي هو لاعب كرة قدم إيطالي في مركز الوسط، ولد في 2 يناير 1987 في روما في إيطاليا.

## وصلات خارجية
- ستيفانو سالفي على موقع قاعدة بيانات كرة القدم.إي يو (الإنجليزية)
- ستيفانو سالفي على موقع Soccerway.com (الإنجليزية)
- ستيفانو سالفي على موقع عالم كرة القدم.نت (الإنجليزية)